# O Warmio moja miła
O Warmio moja miła, znany również pod tytułem Hymn warmiński – polska pieśń hymniczna do melodii skomponowanej przez Feliksa Nowowiejskiego i ze słowami napisanymi przez Marię Paruszewską. Powstała w 1920 roku jako propolska pieśń plebiscytowa. Stanowi nieoficjalny hymn Warmii oraz oficjalny hymn i hejnał Miasta Olsztyna.
Feliks Nowowiejski wykorzystał skomponowaną przez siebie alternatywną melodię do niemieckiego hymnu warmińskiego „Das Ermlandlied” (znanego też jako „Mein Ermland will ich ehren”), którą to melodię ułożył w 1904 roku na zamówienie czasopisma Ermland wydawanego przez Benno Wolfa w Lidzbarku Warmińskim. W 1906 roku tę samą melodię Nowowiejski wykorzystał do słów „Hymnu polskiego” (znanego też jako „O polski kraju święty”) autorstwa Władysława Bełzy.
Utwór został odśpiewany po raz pierwszy przez kwidzyński  chór „Lutnia” 2 czerwca 1920 podczas uroczystego koncertu Feliksa Nowowiejskiego w sali Schlosgarten ("ogród zamkowy") w Olsztynie, w nieistniejącym budynku przy ulicy Okopowej. Koncert miał charakter patriotyczny i związany był z zaplanowanym na 11 lipca 1920 plebiscytem dotyczącym przynależności Warmii, Mazur i Powiśla do Polski lub Niemiec.
Feliks Nowowiejski, twórca melodii Roty (Nie rzucim ziemi, skąd nasz ród) do słów Marii Konopnickiej, był związany z Warmią. Pochodził z Wartemborka (dziś Barczewo), jego rodzice byli Warmiakami. W latach 1893–1900 mieszkał i pracował w Olsztynie, był min. czasowo organistą w kościele parafialnym św. Jakuba. Po 1918 roku swoje życie i pracę związał z odrodzoną Polską.

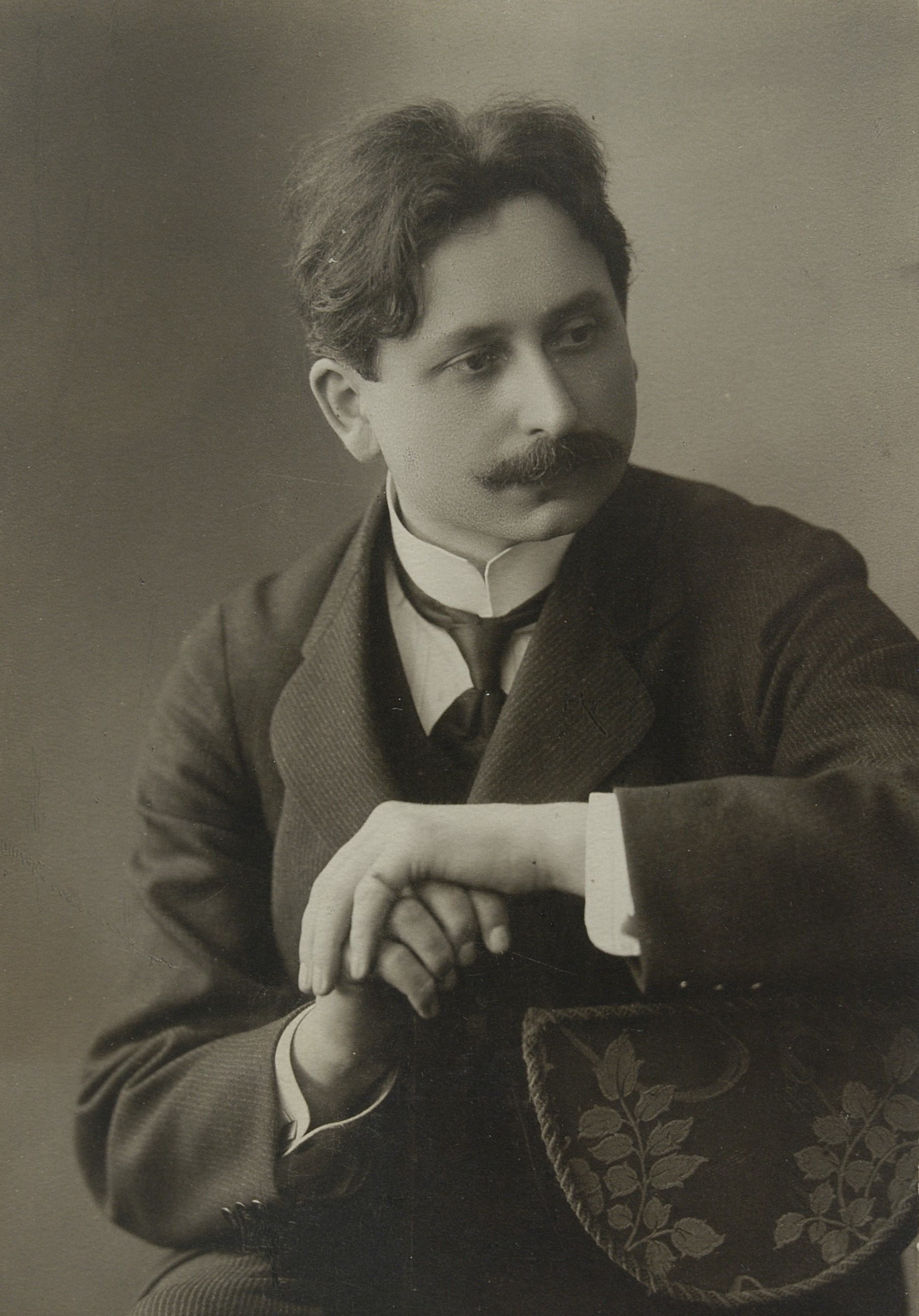
Feliks Nowowiejski, kompozytor, Warmiak z pochodzenia, twórca melodii pieśni

## Autorstwo tekstu

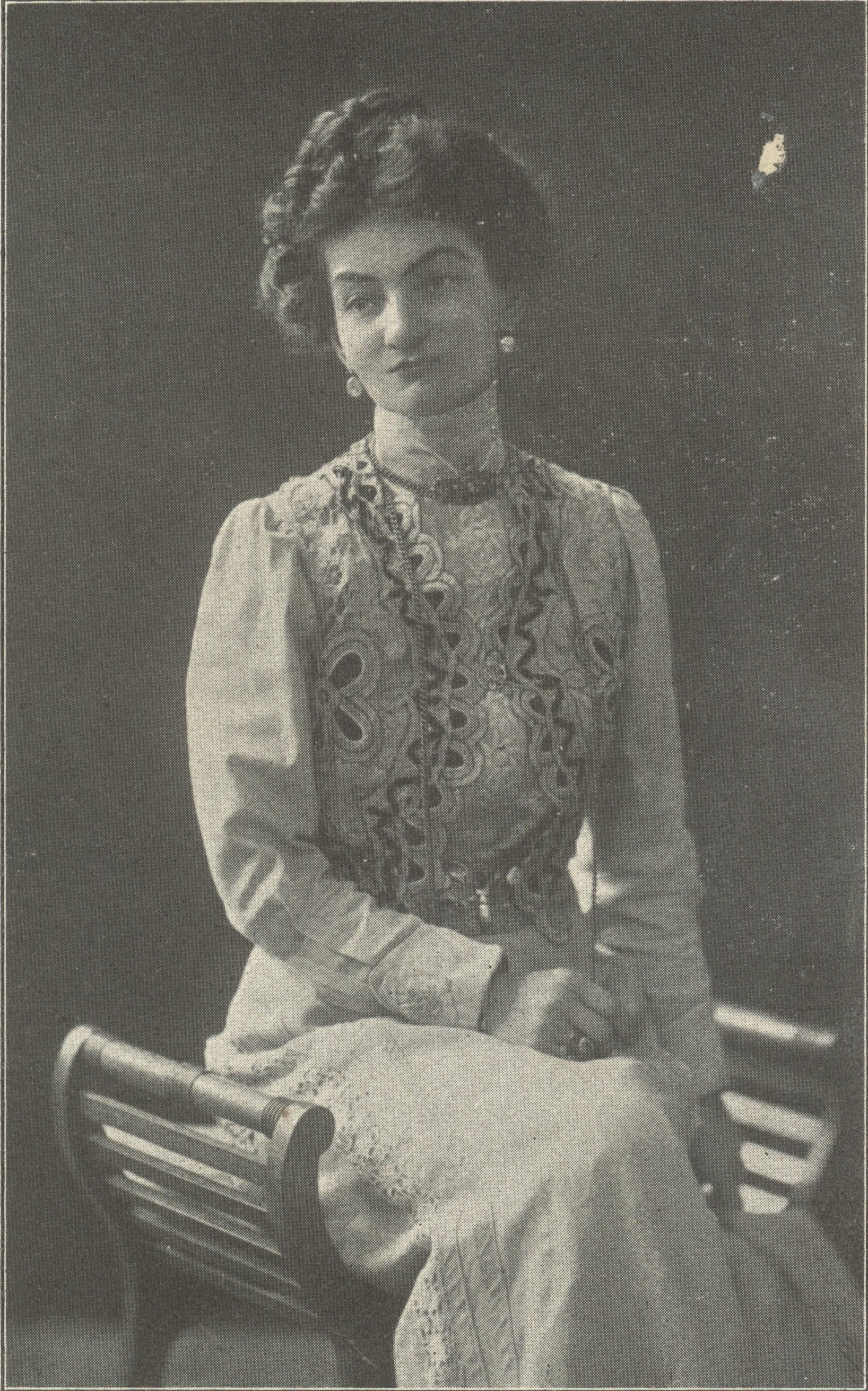
Maria Paruszewska, poznańska poetka, autorka słów pieśni

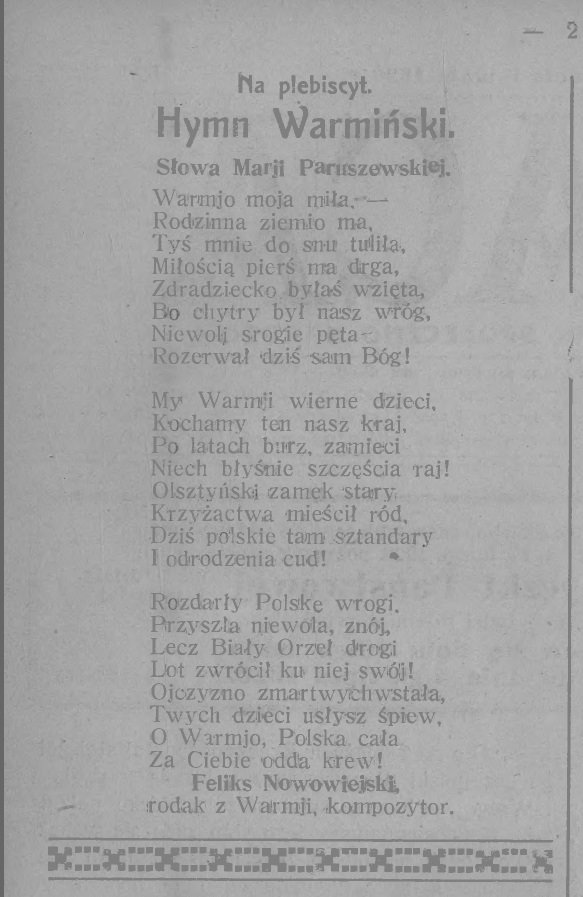
Pierwodruk „Hymnu warmińskiego” Marii Paruszewskiej (tygodnik Praca z 9 maja 1920)

Tekst „Hymnu warmińskiego” opublikowała Gazeta Olsztyńska nr 60 z 18 maja 1920 roku, podając jako jego autorkę poetkę Marię Paruszewską. Podobna informacja pojawiła się również na pocztówce wydanej z okazji plebiscytu. Maria Paruszewska była znaną poznańską poetką i działaczką kulturalną, bliską współpracowniczką i przyjaciółką mieszkającego wówczas w Poznaniu Feliksa Nowowiejskiego.
W poprzednich latach podawano w wątpliwość autorstwo Paruszewskiej. Wynikało to z braku dostępu do archiwalnego numeru Gazety Olsztyńskiej, a także z faktu, że w tomie wierszy Paruszewskiej z 1934 roku znajduje się utwór „Hymn warmiński” z zupełnie innymi strofami. W związku z tym uważano, że tekst Patruszewskiej nie dotarł na czas do Olsztyna, więc słowa ułożył sam kompozytor albo jego brat Rudolf Nowowiejski. Uważano też, że w powstaniu tekstu mógł mieć udział Paweł Jasiek, autor późniejszego Hymnu Krajny.
Jednak z badań przeprowadzonych przez Jana Chłostę wynika jednoznacznie, że autorką tekstu była na pewno wyłącznie Maria Paruszewska. Wynika to zarówno z plebiscytowego wydania Gazety Olsztyńskiej i okolicznościowej pocztówki, ale także z faktu, że ten sam tekst w identycznym brzmieniu Maria Paruszewska wydrukowała dziewięć dni wcześniej w poznańskim ilustrowanym tygodniku społeczno-narodowym Praca (nr 19 z 9 maja 1920, s. 2), z którym regularnie współpracowała. Według Jana Chłosty późniejsza wersja „Hymnu warmińskiego” Paruszewskiej ma inne słowa, ponieważ odzwierciedlała sytuację po przegranym plebiscycie.
Tekst pieśni „O Warmio moja miła” wykazuje podobieństwo kompozycyjne do hymnu „O polski kraju święty” autorstwa Władysława Bełzy z 1906 roku, który był wykonywany do tej samej melodii Feliksa Nowowiejskiego. Tekst Marii Paruszewskiej mógł być zatem inspirowany tekstem Bełzy.
W dawniejszych źródłach autorstwo słów hymnu czasem błędnie przypisywano Marii Zientarze-Malewskiej. Poetka, co prawda napisała wiersz o podobnym tytule „O Warmio moja” (najprawdopodobniej już po II wojnie światowej) oraz opowiadania i gadki warmińskie Warmio moja miła (wydane w 1959), ale zdaniem prof. Janusza Jasińskiego, w czasie gdy hymn powstawał, Zientara-Malewska „była na to za mało doświadczona, poza tym nie pracowała jeszcze w Olsztynie”.

## Hymn i hejnał Olsztyna

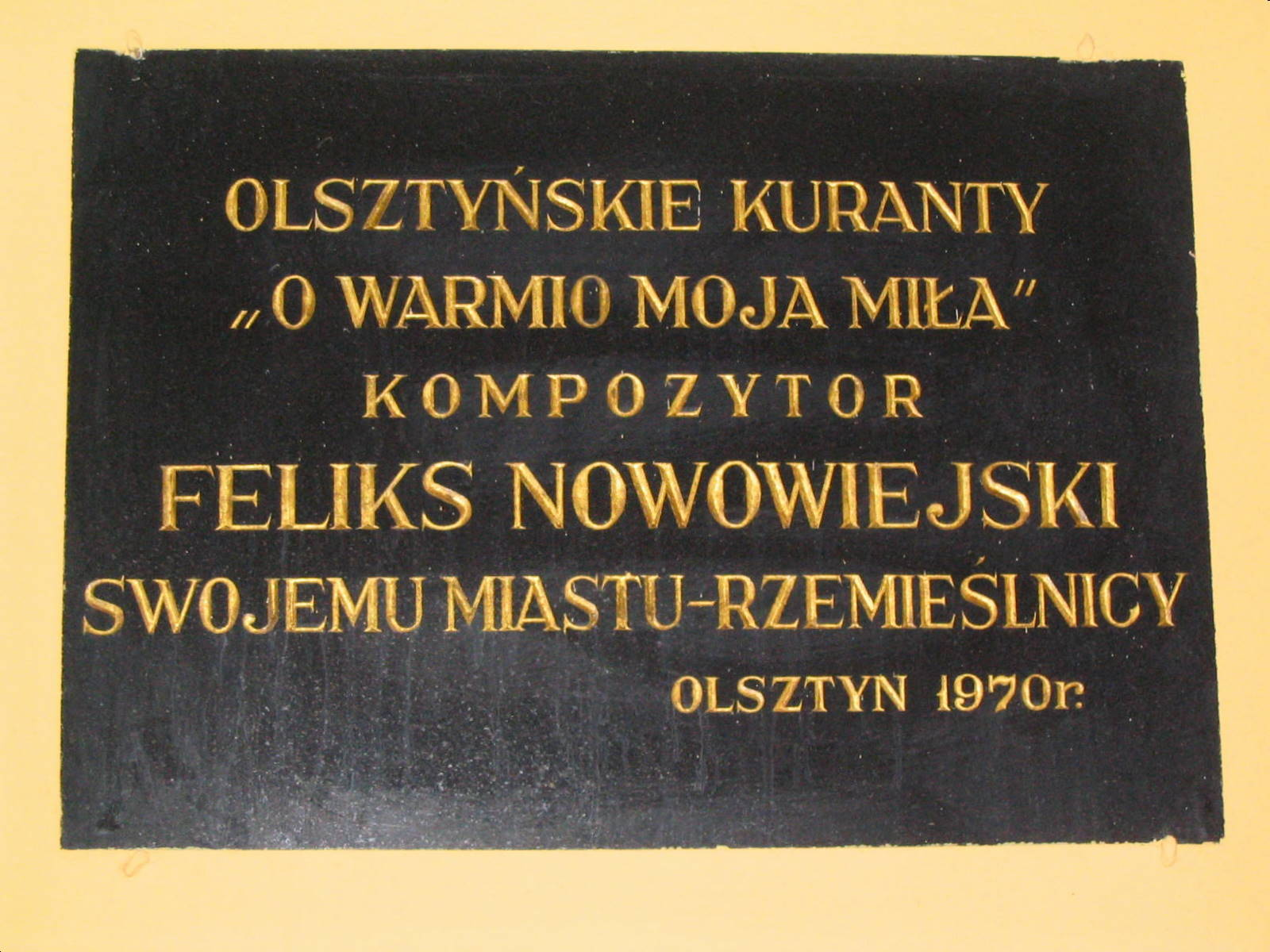
Tablica pamiątkowa w holu Ratusza w Olsztynie

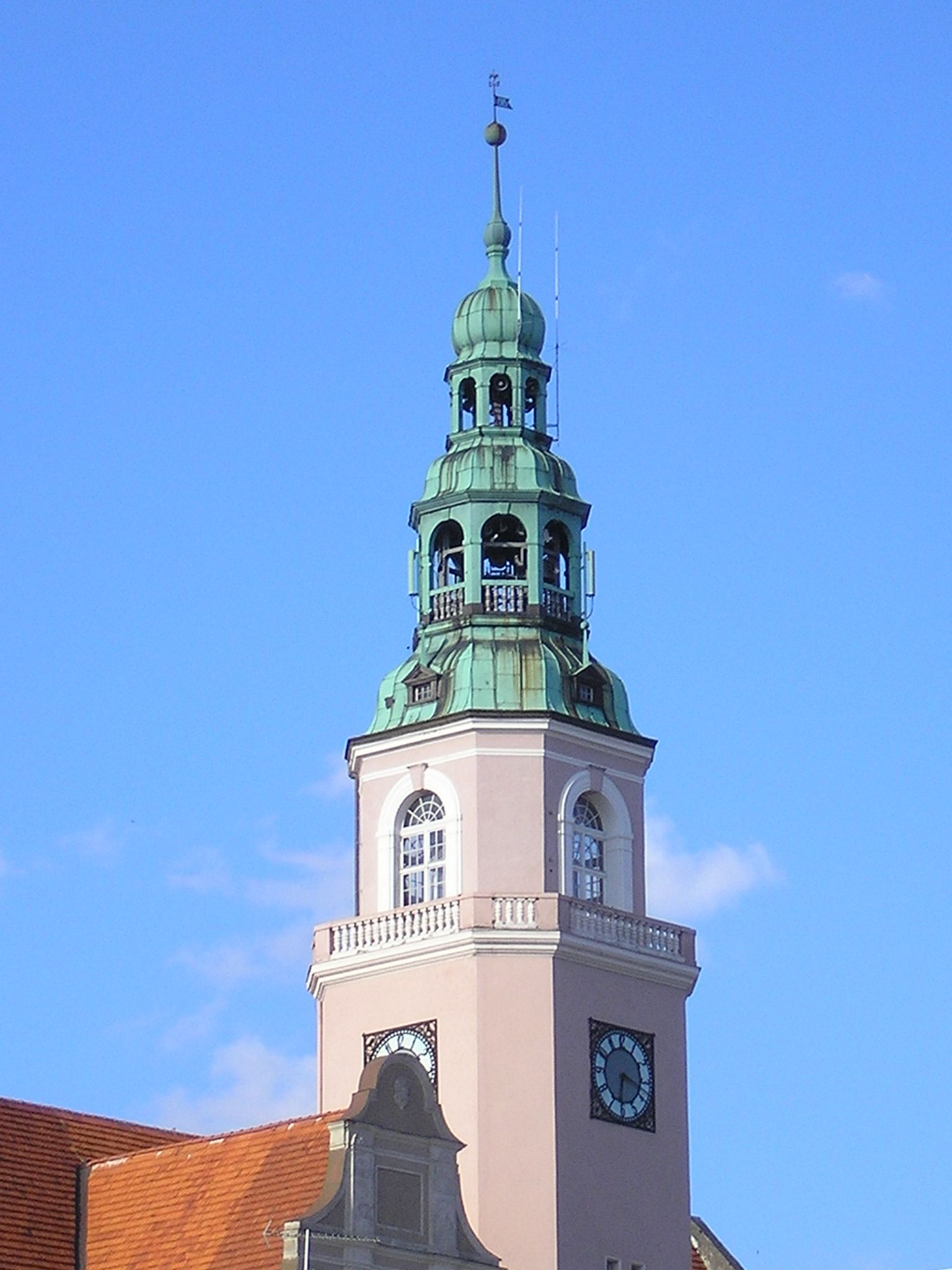
Wieża olsztyńskiego ratusza

Po raz pierwszy jako hejnał, utwór został odegrany z wieży ratuszowej w południe 28 października 1947 roku, w dniu imienin ówczesnego prezydenta miasta Tadeusza Pałuckiego. Zwyczaj ten jednak zanikł po modernizacji miejskiej zawodowej straży i likwidacji etatu trębacza. 22 stycznia 1969 roku ponownie zaczęto odgrywać melodię hejnału z okazji rocznicy wyzwolenia Olsztyna. Data ta uznawana jest za oficjalną datę uruchomienia kurantów, które wygrywały melodię „Hymnu warmińskiego” (utwór odtwarzany był z magnetofonu). Zegar sterujący, wzmacniacz i głośniki ufundowali rzemieślnicy Olsztyna.
31 października 2009 o godzinie 12:00, w 656 urodziny miasta, z ratuszowej wieży ponownie rozbrzmiała melodia hejnału, odegrana przez Daniela Rupińskiego – nowego miejskiego trębacza. Melodia hejnału jest odgrywana z wieży ratusza codziennie w południe.
20 czerwca 2000 Rada Miejska w Olsztynie przyjęła utwór jako oficjalny hymn i hejnał miasta. 24 kwietnia 2002, za opinią prof. Janusza Jasińskiego, Rada Miasta Olsztyn uchwaliła, że hymnem i hejnałem miasta są dwie pierwsze zwrotki utworu. 29 października 2008, na wniosek Stowarzyszenia Święta Warmia, Rada Miasta Olsztyn uzupełniła hymn i hejnał miasta o trzecią zwrotkę utworu „Hymnu warmińskiego”.
Na cześć hymnu oraz jego kompozytora, od 2005 co roku w Olsztynie jest organizowany Festiwal Chórów i Orkiestr Dętych „O Warmio moja miła”.

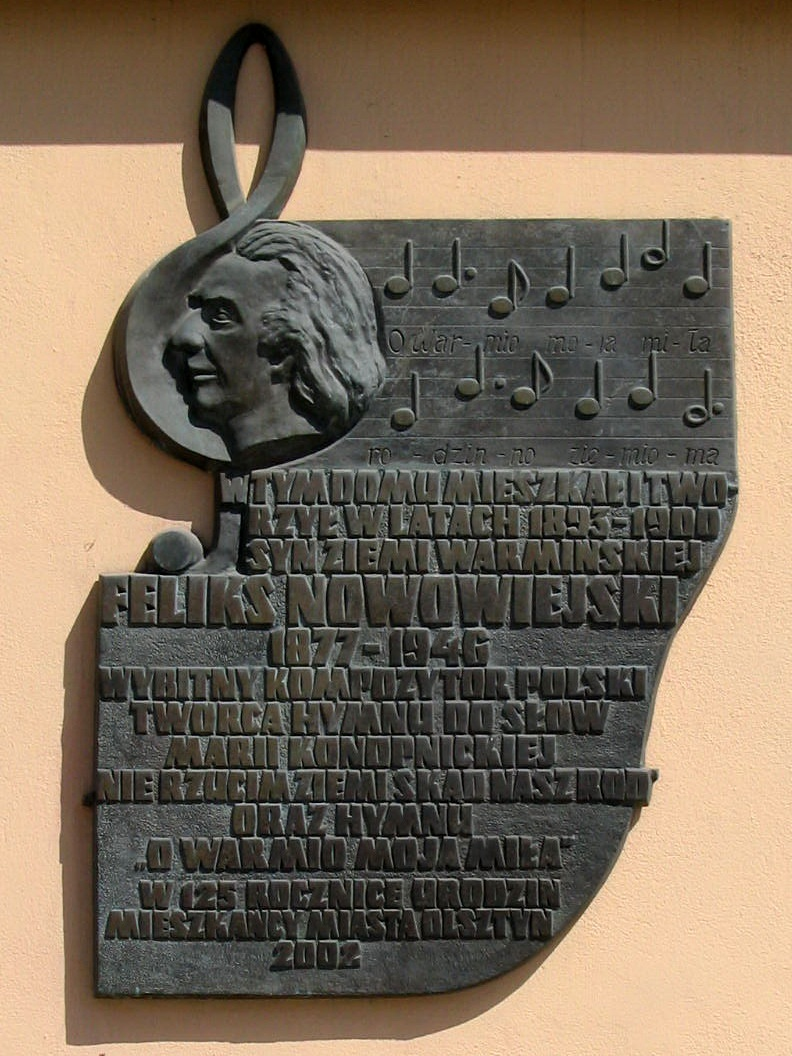
Tablica pamiątkowa na budynku przy ul. Pieniężnego 18 w Olsztynie

## Tekst hymnu
Aktualny i oficjalny tekst hymnu Miasta Olsztyn zawarty jest w załączniku do uchwały nr XXXIII/407/08 Rady Miasta Olsztyn z dnia 29 października 2008 r.
O Warmio moja miła

Rodzinna ziemio ma.

Tyś mnie do snu tuliła,

Miłością pierś ma drga

Zdradziecko byłaś wzięta,

Bo chytry był nasz wróg

Niewoli srogie pęta,

Rozerwał dziś sam Bóg!

My Warmii wierne dzieci

Kochamy ten nasz kraj,

Po latach burz, zamieci

Zabłysnął szczęścia raj.

Olsztyński zamek stary,

Krzyżactwa mieścił ród,

Dziś polskie tam sztandary

I odrodzenia cud.

Rozdarły Polskę wrogi,

Przyszła niewola, znój,

Lecz Biały Orzeł drogi

Lot zwrócił ku niej swój!

Ojczyzno zmartwychwstała

Twych dzieci usłysz śpiew.

O Warmio, Polska cała

Za Ciebie odda krew!

### Wersje
W wersji podanej przez Gazetę Olsztyńską z 18 maja 1920 ostatnia zwrotka miała kształt:
Gnębiły Warmię wrogi,

aż światem wstrząsnął bój

I biały orzeł drogi

Lot ku niej zwrócił swój.

O Warmio zmartwychwstała,

Twych dzieci usłysz śpiew

O Warmio, Polska cała,

Za ciebie lała krew.
W czasach PRL pieśń śpiewano w wersji ocenzurowanej. Zamiast Rozerwał dziś sam Bóg! śpiewano Rozerwał dziś sam lud!, a w wierszu Zabłysnął szczęścia raj słowo "raj" zastępowane było słowem "kraj".

## Tekst niemiecki
Das Ermlandlied
Mein Ermland will ich ehren,

So lang ich leb' und bin,

Die Äcker sind voll Ähren,

Die Wiesen sind so grün,

Und durch die Blumenau

Wallt's Flüßlein himmelblau.

Mein Ermland will ich ehren,

So lang ich leb' und bin.

Mein Ermland will ich lieben,

Ihm sei mein Herz geweiht!

Hier ist es noch geblieben

Wie zu der Väter Zeit.

Hier gilt noch Sitt' und Treu',

Nicht Trug und Heuchelei,

Mein Ermland will ich lieben,

Ihm sei mein Herz geweiht!

Mein Ermland will ich preisen,

Wo ich auch immer bin,

Mein Leben soll beweisen,

Daß ich Ermländer bin:

Will bleiben fromm und gut,

Bewahren treuen Mut.

Mein Ermland will ich preisen,

Wo ich auch immer bin.